# Théodore Monod (Zoologe)

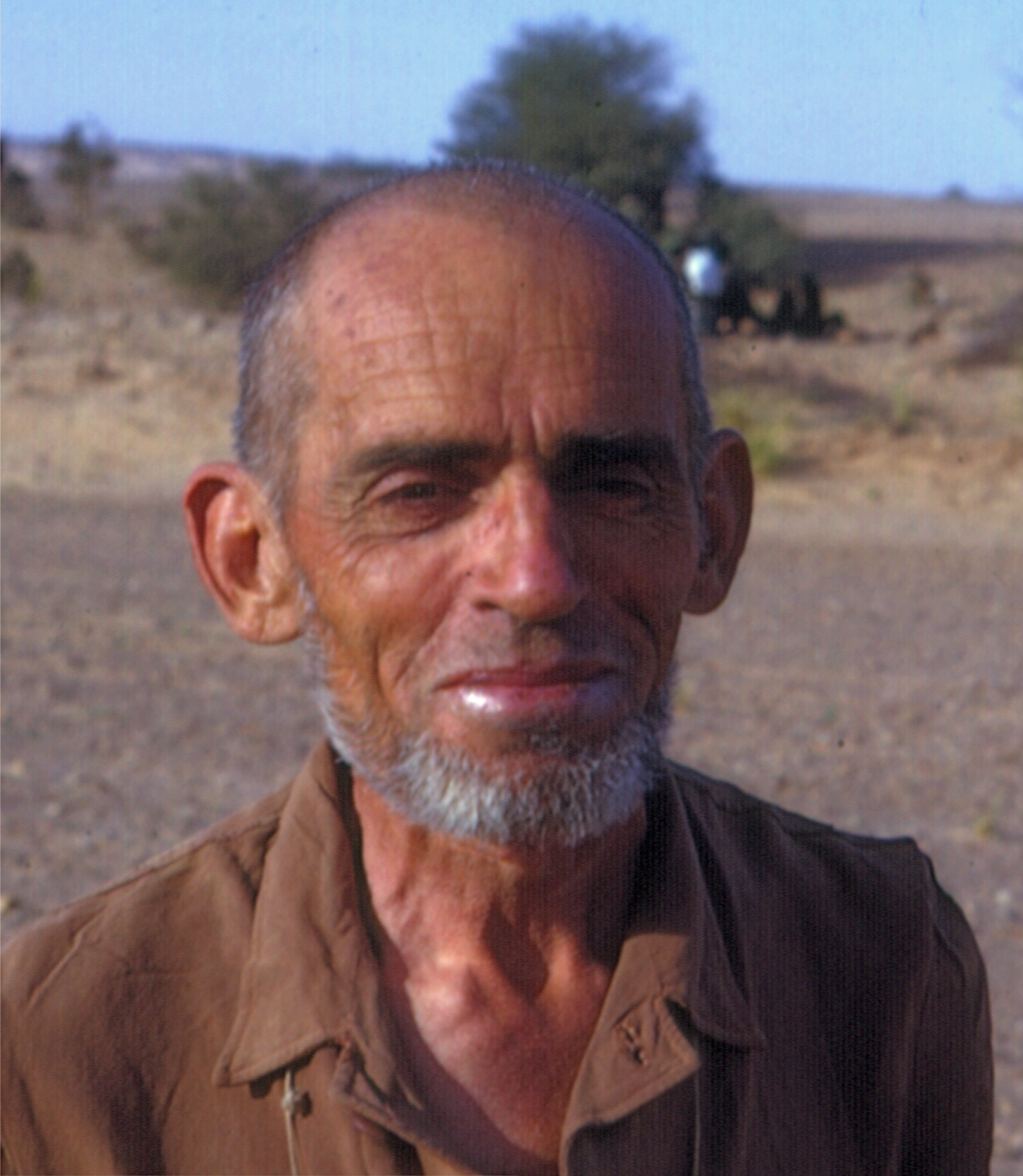
Monod 1967 in Mauretanien

Théodore André Monod (* 9. April 1902 in Rouen; † 22. November 2000 in Versailles) war ein Zoologe, Botaniker und Afrikaforscher. Sein offizielles botanisches Autorenkürzel lautet „Monod“.

## Leben und Wirken
Théodore Monod wurde als Sohn des reformierten Pfarrers und Theologen Wilfred Monod (1867–1943) geboren; sein Urgroßvater war der Pariser Geistliche Frédéric Monod. Ab 1909 wuchs er in Paris auf. Er war schon als Jugendlicher an Naturforschung interessiert und besuchte häufig das Museum für Naturgeschichte am Jardin des Plantes, wo er 1922 Assistent wurde und ab 1942 Direktor und Professor im Labor für Fischerei in Übersee. Er unternahm viele Forschungsreisen in Afrika und war ab 1934 Direktor des Institut Français d'Afrique Noire (IFAN) in Dakar, was er 26 Jahre lang blieb. Monod war Experte für Crustaceen und Fische.
Er unternahm mehrere Forschungsreisen durch die Sahara, wo er extensiv in Botanik, Zoologie, Paläontologie und archäologische Funde sammelte. In der Nähe von Essouk in Mali entdeckte er das etwa 6000 Jahre alte Skelett eines Humanoiden, des Menschen von Asselar. Im Süden Mauretaniens erforschte er vorislamische Felsmalereien in der Region Tagant sowie die mittelalterliche Handelsstadt Aoudaghost. Neben Nordafrika bereiste er auch den Iran. Seine Publikationsliste ist mit rund 2000 Schriften sehr umfangreich (darunter 800 größere wissenschaftliche Arbeiten, aber auch viel Populärwissenschaftliches). Er untersuchte auch die Ringstruktur Guelb er Richat in Mauretanien.
1923 gründete Monod gemeinsam mit seinem Vater den Tiers-ordre des Veilleurs, der heute noch unter dem Namen Fraternité Spirituelle des Veilleurs besteht. Für diesen protestantischen Dritten Orden, dessen Mitglieder sich zum täglichen Gebet verpflichteten, verfasste er 1925 ein Gebetbuch. Das spirituelle Leben bezeichnete er als die Quelle für sein politisches Engagement.
Monod war ein Gegner des Vichy-Regimes und verweigerte diesem die Gefolgschaft, als er Direktor des IFAN war. 1960 gehörte er zu den Unterzeichnern des Manifests der 121 gegen den Algerienkrieg. 1984 initiierte Monod in Paris zusammen mit Solange Fernex das erste öffentliche Gedenken an den Atombombenabwurf auf Hiroshima und Nagasaki und forderte die atomare Abrüstung auf internationaler Ebene. Ferner war er Vegetarier, setzte sich für Tierrechte ein und gehörte zu den Vorläufern der Umweltschutzbewegung.
1963 wurde er Mitglied der Académie des sciences.
Monod war seit 1930 mit Olga Pickova verheiratet und hatte drei Kinder. Sein Sohn Cyrille (* 1933) gab 1997 unter dem Titel Les Carnets de Théodore Monod eine Auswahl aus seinen Tagebuchaufzeichnungen heraus. Sein Bruder war der französische Schriftsteller und Typograf Maximilien Vox. Seine Urgroßnichte ist die ehemalige Freestyle-Skierin Raphaëlle Monod.

## Ehrungen
Nach Monod ist die Pflanzengattung Monodiella Maire aus der Familie der Enziangewächse (Gentianaceae) benannt.

## Schriften (Auswahl)
- Méharées, explorations au vrai Sahara. Paris 1937.
  - Wüsten-Wanderungen. Spurensuche in der Sahara. Goldmann, München 2002, ISBN 978-3-442-71140-6.
- Les Déserts. Horizons de France, Paris 1973.
  - Wüsten der Welt. Bucher, Berlin – München 1992, ISBN 978-3-7658-0792-3.
- L'Émeraude des Garamantes. Souvenirs d'un Saharien (Der Smaragd der Garamanten. Erinnerungen eines Saharabewohners), Paris 1984